# ۳-نیتروبنزوئیک اسید
۳-نیتروبنزوئیک اسید (به انگلیسی: 3-Nitrobenzoic acid) با فرمول شیمیایی C۷H۵NO۴ یک ترکیب شیمیایی با شناسه پاب‌کم ۸۴۹۷ است. که جرم مولی آن ۱۶۷٫۱۲ g/mol می‌باشد. 